# Auprès de ma blonde

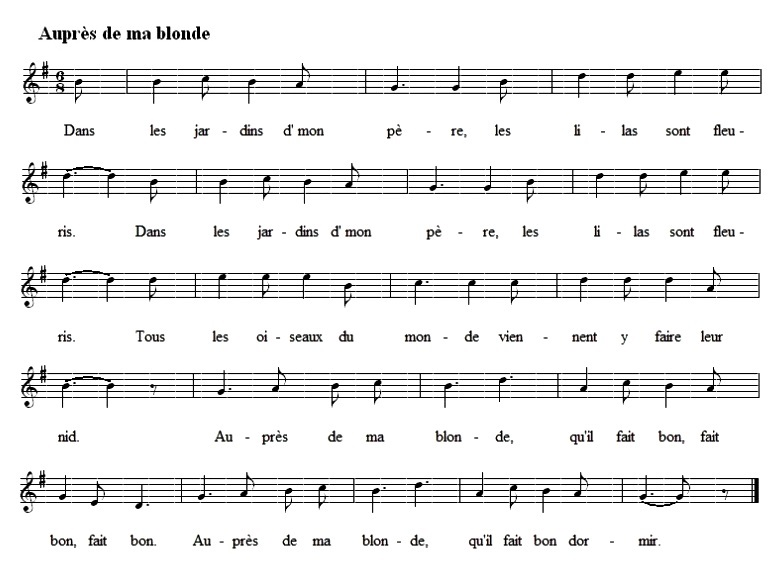
Auprès de ma blonde

Auprès de ma blonde ("Al fianco della mia fidanzata") o "Le Prisonnier de Hollande" ("Il prigioniero d'Olanda") è una canzone popolare datata al XVII secolo. Essa si diffuse poco dopo la Guerra d’Olanda, durante il regno di Luigi XIV di Francia, quando molti marinai e soldati francesi vennero imprigionati nei Paesi Bassi.

## Storia
La canzone venne composta nel 1704 e la sua ideazione viene tradizionalmente ricondotta a André Joubert du Collet. Essa divenne popolare proprio perché diffusasi in un periodo storico molto particolare, denso di attività bellica. La prima attestazione storica di questa canzone, però, si ha nel 1712 quando venne cantata dalle truppe del Duca di Villars, Maresciallo di Francia (1653 - 1734) durante il loro ingresso a Le Quesnoy.
La canzone venne interpretata anche da Bordas, Aristide Bruant, Armand Mestral, oltre a venire orchestrata da Joseph Canteloube e a divenire anche un pezzo popolare tra i bambini.

### L'autore
André Joubert du Collet, signore di Collet, originario Bourgneuf-it-Retz nella regione della Loire-Atlantique, fu un tenente della reale marina francese.
Fatto prigioniero dagli olandesi durante un'incursione sull'Isola di Noirmoutier durante la guerra che condussero i francesi e gli inglesi tra il 1672 e 1679, ove rimase due anni quando Luigi XIV pagò un riscatto per rilasciare tutti i prigionieri francesi. In ringraziamento al re, André Joubert du Collet pubblicò dunque questa canzone scritta durante la prigionia.

## Testo
Dans les jardins d' mon père
Les lilas sont fleuris
Dans les jardins d' mon père
Les lauriers sont fleuris
Tous les oiseaux du monde
Viennent y fair' leurs nids
Ritornello
Auprès de ma blonde
Qu'il fait bon, fait bon, fait bon
Auprès de ma blonde
Qu'il fait bon dormir !
La caille, la tourterelle
Et la jolie perdrix
La caille, la tourterelle
Et la jolie perdrix
Et la blanche colombe
Qui chante jour et nuit
(Ritornello)
Elle chante pour les filles
Qui n'ont pas de mari
Elle chante pour les filles
Qui n'ont pas de mari
C'est pas pour moi qu'elle chante
Car j'en ai t-un joli
(Ritornello)
« Dites-nous donc la belle
Où donc est votre ami ?
Dites-nous donc la belle
Où donc est votre ami ? »
Il est dans la Hollande
Les Hollandais l'ont pris
(Refrain)
Il est dans la Hollande
Les Hollandais l'ont pris
Il est dans la Hollande
Les Hollandais l'ont pris
« Que donneriez-vous, belle
Pour revoir votre ami ? »
(Ritornello)
Je donnerais Versailles
Paris et Saint-Denis
Je donnerais Versailles
Paris et Saint-Denis
Les tours de Notre Dame
Et l'clocher d'mon pays
(Ritornello)